# Marc Henniquiau
Marc Henniquiau, né le 12 décembre 1960 à Boussu (province de Hainaut) et mort le 12 décembre 2010, est un dessinateur de bande dessinée belge. Il est surtout connu pour avoir été l'assistant de Jacques Martin dans les séries d'Alix et Les Voyages d'Alix.

## Biographie
Marc Henniquiau naît le 12 décembre 1960 à Boussu,. Il commence sa carrière de dessinateur de bande dessinée en 1984 avec l'aide de Franz Drappier. Entre 1985 et 1990, il réalise de courtes bandes dessinées historiques pour le journal de bande dessinée Tintin aux côtés du scénariste Yves Duval. Pendant cette période, il utilise le pseudonyme Kio. Dans les années 1990, Henniquiau devient l'assistant de Jacques Martin, secondant Rafael Moralès sur cinq albums de la série Alix de 1996 à 2005. En 1997 et 1999, Henniquiau réalise les illustrations de deux albums sur la navigation, antique (La Marine antique parties 1 et 2) dans la série pédagogique Les Voyages d'Alix. En 2002, il fait de même pour un album sur Pompéi. Il a également collaboré à l'élaboration de personnages pour les albums sur la Rome antique et la Grèce antique. Il meurt le 12 décembre 2010, à l'âge de 52 ans. Au moment de sa mort, Henniquiau travaillait sur le tome 2 de Pompéi,.

## Œuvres en bande dessinée
- Les Voyages d’Alix
- 4. La Marine antique (1), Dargaud, Paris, juin 1997
Scénario : Jacques Martin - Dessin : Marc Henniquiau - Couleurs : quadrichromie -  (ISBN 2-205-04481-8)
- 7. La Marine antique (2), Dargaud, Paris, avril 1999
Scénario : Jacques Martin - Dessin et couleurs : Marc Henniquiau -  (ISBN 2-205-04634-9)
- 15. Pompéi (I)[6], Casterman, Bruxelles, septembre 2002
Scénario : Jacques Martin - Dessin : Marc Henniquiau - Couleurs : Andrée Bienfait, Ingrid De Vuyst -  (ISBN 2-203-32922-X),Autres contributeurs : Vincent Henin, Anne Deckers. Réédition augmentée en 2011  (ISBN 978-2-203-04963-5).

#### Livres
: document utilisé comme source pour la rédaction de cet article.
- Jacques Fiérain, « Henniquiau, Marc », dans La BD à Bruxelles et en Brabant, Charleroi, Éd. l'Âge d'or, avril 2003, 144 p., ill. ; 31 cm (ISBN 9782960119664 et 2960119665, OCLC 470388171, présentation en ligne), p. 71. .

#### Articles
- Charles-Louis Detournay, « Décès de Marc Henniquiau, dessinateur de l’équipe Martin », ActuaBD,‎ 16 décembre 2010 (lire en ligne, consulté le 5 juillet 2023).